# ثورة البشموريين
كانت ثورة البشموريين (القبطية: ⲡⲓⲧⲱⲟⲩⲛ ⲙ̀ⲡⲓ ϣ ⲁⲙⲏⲣ) سلسلة من الثورات التي قام بها المصريون في منطقة بشمور شمال دلتا النيل ضد الخلافة الأموية والعباسية في القرنين الثامن والتاسع. لا يمكن تحديد عدد الثورات التي حدثت بالضبط، لكن الصراعات العسكرية الكبرى حدثت في 749 و 767 و 831-832.
الثورة البشمورية معروفة من المصادر القبطية والعربية. لم تصبح معروفة في أوروبا حتى أوائل القرن التاسع عشر. تنسبها المصادر القبطية والعربية إلى الضرائب الجائرة والمعاملة الجائرة للمسيحيين من قبل الحكام العرب.

## موقع
اختلفت الحدود الدقيقة لبشمور بمرور الوقت حسب المكان الذي استقر فيه البشموريون. في وقت الانتفاضات، يبدو أنها كانت موجودة عبر شمال الدلتا جنوب البحر الأبيض المتوسط مباشرة من فوة في الغرب إلى أشمون الرمان في الشرق. بحلول القرن الثالث عشر، يبدو أن البشموريين قد اقتصروا على شرق الدلتا. في القرن الثامن، ربما تمركزوا في الغرب، حول بحيرة إدكو.
كانت بشمور منطقة مستنقعات ذات ضفاف رملية وغطاء كثيف من القصب. لم يكن أي مكان آخر في مصر أكثر ملاءمة للتمرد المسلح. تم توفير الوصول إلى الأماكن المأهولة من خلال البنوك الرملية الضيقة ووفر القصب غطاء للجنود. علاوة على ذلك، لم يستقر العرب في بشمور، تاركين السكان غير مختلطين دينياً. فضل اقتصاد المنطقة أيضًا البشموريين، الذين اعتمدوا على الزراعة المحدودة وصيد الأسماك وصيد الطيور للحصول على الطعام. كانوا أقل اعتمادًا على أعمال الري من الفلاحين، وكانوا قادرين على مقاومة الحصار الطويل. كما باع البشموريون أوراق البردي وربما قاموا بتربية الماشية.

## الأعمال العسكرية
من المستحيل تحديد موعد اندلاع التمرد البشموري الأول في المنطقة. على الرغم من وجود ثورات قبطية في مصر في وقت مبكر من القرن السابع، إلا أنه تم سحق معظمها بسرعة. فقط البشموريون كانوا قادرين على المقاومة لفترات طويلة، وإلحاق خسائر فادحة بالعرب وتحمل حصار طويل. من بين الثورات المصرية التسعة المسجلة بين 693/694 و 832، كانت الثورة البشمورية فقط هي التي تطلبت التدخل الشخصي من الخلفاء.

### 712 و 720
في عام 712، كانت هناك انتفاضة في الدلتا عُرفت باسم تمرد بوكولوي (رعاة الماشية).
وفقا للكندي، خلال ولاية بشر بن صفوان الكلبي (أبريل 720 - أبريل 721)، قامت البحرية البيزنطية بإنزالها في تنيس. قُتل ابن عامر، نجل الحاكم المحلي مسلمة المردي. لا يبدو أن منطقة شمال الدلتا كانت تحت سيطرة الأمويين في ذلك الوقت، وربما كانت تحت سيطرة المتمردين.

### 749
بحلول عام 749، كان البشموريون في ثورة مفتوحة. يدعى زعيم المتمردين أبو مينا من قبل الكندي ومينا بن باقرة (ميناس، ابن أبايروس) في تاريخ بطاركة الإسكندرية. ليس من الغريب أن يتم تفسير اسم قبطي يبدأ بـ أبا على أنه كنية مع أبي باللغة العربية. بدأت هذه الثورة في شبرا بالقرب من سمنود.
وفقًا لساويرس بن المقفع، فشلت الحملات البرية والبحرية المتعددة التي قام بها الوالي حوثرة بن سهيل في إخضاعهم. دفع فشل الحاكم في سحق التمرد الخليفة مروان بن محمد إلى القدوم شخصيًا مع جيش من دمشق. على الرغم من أنه اقترح هدنة، إلا أن البشموريين رفضوها وتم إرسال جيش من دمشق ضدهم.
في هذا المنعطف، أخذ حوثرة البطريرك القبطي، ميخائيل الأول، رهينة لرشيد، وهدد بقتله إذا لم يلق البشموريون أسلحتهم. هاجم البشموريون رشيد ونهبوها وقتلوا سكانها المسلمين. كان هناك هجوم حتى البلوسيوم ضد الجيش الأموي. ردا على ذلك، أمر مروان بنهب وتجريف القرى والأديرة القبطية في جميع أنحاء الدلتا. كانت حملته فاشلة وفي عام 750 أطيح به في الثورة العباسية. منح العباسيون عفوًا للبشموريين وأعفوهم من الضرائب لأول سنتين ماليتين. قُتل أبو مينا أثناء الثورة.

### 767
اندلعت ثورة عامة في الدلتا عام 767، وانضم البشموريون (الملقبون بالبشروديون في المصادر العربية) إلى المستوطنين العرب ضد الحكومة العباسية. وقتل مسؤولون محليون. أرسل الوالي يزيد بن حاتم المهلبي ضدهم قوة لكنها هُزمت وأجبرت على التراجع إلى الفسطاط.

### 831–832
لم يتم السيطرة على تمرد 767 بشكل صحيح عندما أرسل الخليفة المأمون قائده الفارسي الأفشين حيدر بن كاوس إلى الدلتا في 830، 831 أو 832. تم سحق المتمردين في شرق الدلتا وفي الإسكندرية، ولكن نجح البشموريون في مقاومة جهود الأشفين. صنعوا أسلحتهم بأنفسهم. حث الترك البطريرك
يوسف الأول على إرسال رسائل وأساقفة لمناشدة البشموريين للتصالح، لكن البشموريين أساءوا معاملة الأساقفة. وعندما فشل ذلك حث الأشفين الخليفة على الحضور بنفسه. جلب الخليفة معه ديونيسيوس من تل محري، بطريرك أنطاكية، للتفاوض مع المتمردين. تم رفض عرض العفو العام مقابل الاستسلام وإعادة التوطين، في إشارة إلى الأهمية التي يعلقها المتمردون على الجغرافيا.
فشلت المفاوضات، وشن المأمون هجومًا كبيرًا من شبرا بالقرب من سمنيد، مسترشدًا بأهالي شبرا وتندح، مما أدى إلى خسائر فادحة من الجانبين. عندما عرض المأمون هدنة، وافق المتمردون. كان نجاحهم قصير الأجل. تم إعدام العديد من الرجال المسلحين، وينتهي الأمر بترحيل النساء والأطفال إلى العراق أو بيعهم كعبيد في أسواق العبيد بدمشق. تم حرق منطقة بشمور وتدميرها بشكل منهجي لمنع المزيد من الانتفاضات.
وفقًا لبعض المؤرخين، أدى سحق التمرد عام 832 إلى موجة ثانية من الاضطهاد الكبير للأقباط المسيحيين، والتي لم تكن موجودة منذ دخول الإسلام إلى مصر عام 642. تعرض الأقباط المسيحيون لضغوط شديدة لاعتناق الإسلام.

## ميراث
يكتب الكندي أنه «منذ ذلك الحين، جعل الله الأقباط صغارًا في جميع أنحاء مصر ودمر سلطتهم ولم يستطع أحد أن يغضب السلطان ويعارضه». اعتبر كل من كارل هينرش بكر وجودت جبرة أن هزيمة الثورة البشمورية الأخيرة حدثًا محوريًا استنزف حيوية الأقباط وكسر روح المقاومة لديهم. لقد كانت «آخر تمرد للأقباط وربما آخر مقاومة مسلحة للشعب المصري - وليس كجيش منظم - ضد قمع الاحتلال الأجنبي».
يتسم التأريخ القبطي في العصور الوسطى بموقف سلبي بشكل عام تجاه البشموريين. ويشدد على الطاعة العامة للكنيسة القبطية و للحكام. يصور تاريخ البطاركة متمردي عام 831 على أنهم متمردون ضد كل من السلطة العلمانية الشرعية والسلطة الكنسية الشرعية لرفضهم طاعة البطريرك. إن هزيمتهم هي العقوبة المستحقة على عصيانهم. ومن بين الكتاب المصريين اللاحقين الذين ذكروا البشموريين أبو المكارم (القرن الثالث عشر) الذي أطلق عليهم «الجهلاء». ابن الراهب (1257) الذي عرف بثورات 749 و 830. وأثناسيوس (القرن الرابع عشر)، الذي كتب عن منطقة بشمور واللهجة البشمورية، التي سماها منقرضة. تظل هذه اللهجة شبحًا للعلماء اللغويين، وقد يكون ذكرها بمثابة شهادة فقط على الطابع الأسطوري بالفعل للثورات البشمورية في أواخر العصور الوسطى.
التأريخ السرياني، الذي يعتمد على رواية شاهد عيان لديونيسيوس من تل ماهر، أكثر تعاطفاً قليلاً مع البشموريين. يرى ديونيسيوس أن لديهم تظلمًا مشروعًا ويسعون إلى الإنصاف. كما يصف حلقات القسوة العباسية، مثل محاولة اغتصاب امرأة قبطية.